# Frohnhof
Frohnhof is een plaats in de Duitse gemeente Petersaurach, deelstaat Beieren.